# Ширнэнгийн Аюуш
Ширнэнгийн Аюуш (псевдоним Аюуши) (монг. Ширнэнгийн Аюуш, 15 мая 1903 — 19 июля 1938) — монгольский прозаик, драматург, композитор, актёр, режиссёр, искусствовед и театровед. Заслуженный писатель Монголии (1935).
Один из основателей современной монгольской литературы.

## Биография
Родился в Баянзурхе (ныне район Улан-Батора). Активно участвовал в деятельности молодёжного союза. В 1924 году окончил Коммунистический университет трудящихся Востока в Москве. В 1930-х годах работал в правительстве республики, в 1934 году стал руководителем отдела художественного консультирования Министерства образования, с 1936 года — заместитель министра.
Репрессирован. Казнён во время чистки, проведённой лидером коммунистов Хорлогийном Чойбалсаном в конце 1930-х годов. Посмертно реабилитирован.

## Творчество
В 1929 году вышел сборник его агитационных пьес «Живая газета», в 1935 году — пьеса историко-революционного характера «Сын Монголии» («Монгол хүү», 1934). В том же году написал и поставил антифеодальную лирическую музыкальную драму «Княжна Долгор и простолюдин Дамдин» («Хатан Долгор, харц Дамдин»). Историко-революционная пьеса «Гобийская девушка Гундэгма» («Говийн хүүхэн Гундэгмаа», 1936) и пьеса «Ровно 18» («Яг 18», 1936) направлены против лам и ламаистской идеологии.
Автор первых работ по истории монгольского театра.

### Избранные произведения
- Европ ба Дорно зүг (1929)
- Хэлбэр нугалаа (1932)
- Харц Дамдин хатан Долгор (1933)
- Говийн хүүхэн Гүндэгмаа (1934)
- Театрын уран сайхан (1936)
- Яг арван найм (1937)
- Жанжны тушаал (1937)

### Избранные роли
- Тиймээ (1931)
- Арван зургаан наст Адъяа (1935)
- Байцаагч түшмэл (1936)